# Stormcock
A Stormcock Roy Harper rock/folkénekes sokak által legjobbnak tartott 1971-es, ötödik stúdióalbuma.

## A lemez számai
Minden darab szerzője Roy Harper.

### Side One
1. "Hors d'Oeuvres" – 8:37
2. "The Same Old Rock" – 12:24

### Side Two
1. "One Man Rock and Roll Band" – 7:23
2. "Me and My Woman" – 13:01

## A lemez története
Az album címe, a Stormcock a léprigó régies angol neve. A faj hím egyede "hangosan énekli dallamos énekét egy fáról, tetőről vagy más magaslatról, jellemzően rossz idő esetén vagy éjszaka", s így talán tökéletes metaforája Harpernek. Ismert Harper erős kötődése a madarakhoz, sok albumán bukkannak fel ilyen vagy olyan formában. Roy Harper a kísérőfüzetben:
Valahányszor megpillantok egy képet magamról ebből az időből, a legjobb formában látom önmagamat. Szinte mindig mosolygok. Szinte mindig a világ tetején. Így is éreztem. Ha megállíthatnám az időt ahogy ott bicikliztem a stúdió előtt, akkor legszívesebben mindig ott lennék. A fák virágba borulva, a rigók üvöltenek…
Az album négy, Harper dalszerzői és gitárosi képességeit egyaránt jól demonstráló hosszú számból áll. De ami a legfontosabb, "a Stormcockkal Harper valami hibrid, a saját munkáit leszámítva szinte előzmény nélküli műfajt hozott létre: a progresszív akusztikus balladát.".
Az albumon közreműködik "S. Flavius Mercurius", aki a szólót játssza a "The Same Old Rock"-ban. A név valójában Jimmy Page-et takarja, jogi okokból a 2007-es újrakiadásig álnéven szerepelt.
Johnny Marr, a The Smiths gitárosa jegyezte meg egyszer, hogy a "Stormcock" milyen "intenzív, gyönyörű és okos".
A Stormcock nagy hatást gyakorolt Joanna Newsom hárfás második albumára (Ys).

## Közreműködők

### Zenészek
- Roy Harper – gitár, ének
- S. Flavius Mercurius – gitár

### A technikai stáb
- Peter Jenner – producer
- John Barrett – hangmérnök
- Peter Bown – hangmérnök
- John Leckie – hangmérnök
- Phil McDonald – hangmérnök
- Alan Parsons – hangmérnök
- Nick Webb – hangmérnök
- Richard Imrie – fotó